# Підлиманська
Підлима́нська — пасажирський залізничний зупинний пункт Куп'янської дирекції Південної залізниці.
Розташований біля села Підлиман, Борівський район, Харківської області на лінії Куп'янськ-Вузловий — Тропа між станціями Переддонбасівська (3 км) та Радьківські Піски (9 км).
Станом на травень 2019 року щодоби три пари приміських електропоїздів здійснюють перевезення за маршрутом Куп'янськ-Вузловий — Святогірськ.